# Status Grand Prix
Status Grand Prix was een Iers GP3-team. Het is in 2005 opgericht om deel te nemen aan het eerste seizoen van de nieuwe A1GP als constructeur voor A1 Team Ierland. De aandeelhouders van het team zijn voormalig Formule 1-team Jordan Grand Prix Hoofd Marketing Mark Gallagher, voormalig Formule 1-coureur Dave Kennedy, John Hynes en Teddy Yip jr., wiens vader Teddy Yip eigenaar was van Formule 1-team Theodore Racing. In 2007-2008 runden ze ook A1 Team Canada en assisteerden A1 Team Nederland in 2008-2009, het seizoen waarin A1 Team Ierland de A1GP-titel won.
In 2010 neemt het team ook deel aan de GP3 Series, met Gary Anderson als technisch directeur. Met als coureurs Robert Wickens, Ivan Lukashevich en Daniel Morad wist het team vier races te winnen en zowel bij de constructeurs als bij de coureurs (met Wickens) op de tweede plaats in het kampioenschap te eindigen. Voor 2011 heeft het team vooralsnog alleen Alexander Sims vastgelegd.